# Слишком женатый таксист
«Слишком женатый таксист» (англ. Run for Your Wife) — комедийная пьеса Рэя Куни, написанная в 1983 году. Впервые переведена на русский язык в 2002 году Михаилом Мишиным под названием «Особо любящий таксист». В российских театрах ставится под названиями «Особо влюблённый таксист», «Слишком женатый таксист», «Ночной таксист», «Две жены» и тому подобными.

## Персонажи
- Джон Смит
- Мэри Смит
- Барбара Смит
- Стэнли Поуни
- Инспектор Траутон
- Инспектор Портерхаус
- Бобби Франклин
- Репортёр

## Сюжет
Главный герой пьесы, таксист Джон Смит женат сразу на двух женщинах, живущих недалеко друг от друга: с Мэри он обвенчался в церкви, а с Барбарой оформил гражданский брак. Джон строго придерживается графика посещения жён, так что ни та, ни другая за три года ничего не заподозрили.
Завязка сюжета пьесы начинается лишь с того момента, когда однажды главный герой на свою беду спасает старушку от хулиганов, при этом получает в драке сумочкой по голове и в результате попадает в больницу. Выйдя из неё и оказавшись дома в объятьях Мэри, Джон вдруг осознаёт, что сбился с графика и в это время должен находиться у Барбары. От этого главный герой приходит в ужас. Джон пытается исправить оплошность, но с каждой минутой ситуация всё больше запутывается, друг на друга накладываются недоразумения, нелепицы и ложь, к тому же в дело уже успели вмешаться полицейские двух участков, репортёры, а также соседи Мэри и Барбары…

## Театральные постановки

### Первая постановка
Премьера в Лондоне состоялась 12 декабря 1983 года.
Премьера в Нью-Йорке — 1989 год, главного героя комедии играл сам Рэй Куни.

### Известные постановки
- 2003 — Московский академический театр Сатиры, режиссёр Александр Ширвиндт, премьера 19 июня 2003 года
- 2003 — «Особо любящий таксист» Самарский театр драмы имени М. Горького, режиссёр заслуженный деятель искусств России Вячеслав Гвоздков, премьера состоялась в мае 2003 года
- 2003 — «Ночной таксист» — Новосибирский драматический театр «Красный факел», режиссёр Валерий Гришко, премьера 27 декабря 2003 года
- 2003 — Челябинский государственный академический театр драмы имени Наума Орлова, режиссёр Пётр Орлов, премьера 12 декабря 2003 года
- 2004 — Тульский академический театр драмы, режиссёр Александр Попов, премьера 26 февраля 2004 года
- 2004 — Национальный академический театр русской драмы имени Леси Украинки, режиссёр Олег Никитин, премьера 7 мая 2004 года
- 2004 — Санкт-Петербургский академический театр имени Акимова, режиссёр-постановщик Роман Самгин, премьера 1 августа 2004 года
- 2004 — Алтайский краевой театр драмы имени В. М. Шукшина, режиссёр Юрий Ядровский, премьера 22 октября 2004 года[1]
- 2005 — Нижегородский государственный академический театр драмы имени М. Горького, режиссёр Леонид Чигин
- 2005 — Театр на Юго-Западе, режиссёр Валерий Белякович
- 2006 — Мурманский областной драматический театр, режиссёр Никита Ковалёв, премьера 14 апреля 2006 года
- 2007 — «Слишком женатый таксист» — Саратовский театр русской комедии, режиссёр В. Шибаров, премьера 9 ноября 2007 года
- 2008 — Театр «Обыкновенное чудо» (город Нижневартовск), режиссёр Владимир Бауэр, в главной роли Андрей Андреев, премьера 24 мая 2008 года
- 2009 — Русский драматический театр имени Чингиза Айтматова (Киргизия)
- 2009 — «Счастливчик Смит» — Театр имени М. Н. Ермоловой, режиссёр Алексей Кирющенко, в главной роли Дмитрий Харатьян, премьера 29 сентября 2009 года
- 2009 — Общедоступный театр Мухадина Нагоева (Кабардино-Балкария), режиссёр Вячеслав Урусов, в главной роли Вячеслав Урусов
- 2011 — «Слишком женатый таксист» — Днепровский академический театр драмы и комедии
- 2012 — Ульяновский театр драмы имени И. А. Гончарова («Особо влюблённый таксист»), режиссёр Евгений Редюк, в главной роли Владимир Кустарников, премьера 17 марта 2012 года
- 2013 — «Папа в паутине» (сиквел) — Молодёжный театр «Аттракцион» (город Астана, Казахстан), премьера 26 октября 2013 года
- 2013 — Театр «Обыкновенное чудо» (город Нижневартовск), режиссёр Владимир Бауэр, в главной роли Денис Мельников, премьера 24 ноября 2013 года
- 2015 — Рыбинский драматический театр, режиссёр Наталья Николаева, премьера 18 июня 2015 года
- 2016 — Академический русский театр драмы имени Г. Константинова, Йошкар-Ола
- 2016 — «Театр драмы и комедии» в Армавире, режиссёр Юрий Ковалёв, премьера 6 февраля 2016 года
- 2016 — Камчатский театр драмы и комедии, режиссёр В. Таратынов

## Экранизация
7 января 2020 года на экраны вышел комедийный фильм Mayday, снятый в 2019 году по мотивам пьесы режиссёром Самом Акиной (пол. Sam Akina).